# ミヤスリサ
ミヤスリサ（別ペンネーム・宮栖里紗）は、イラストレーター・原画家。北海道出身。女性。
アダルトゲームブランド・Siriusの専属だったが、現在はフリーで活動している。漫画家の有馬は実の妹。

## 作品

### 原画
- Sirius
  - まいにち好きして
  - ONE and ONLY
  - 白濁姫
  - 満つる月
  - 魔法はあめいろ？
  - めいどさん★すぴりっつ！ 〜わたしの中にいるあなた〜
  - こいびとどうしですることぜんぶ
- SQUEEZ
  - 炎の孕ませ転校生
  - どっぷり中出し学園戦争
- Cyc
  - 戦場デ少女ハ躰ヲカケル
- WINTERS
  - KISS×500　KISS権発動
- あかべぇそふとつぅ
  - こんぼく麻雀 〜こんな麻雀があったら僕はロン!〜（東西南北あずま 原画）
- ルピナス
  - ハチミツ乙女blossomdays
- ALcot Honey Comb
  - キッキングホース★ラプソディ
- WHITESOFT
  - 猫撫ディストーション
  - 猫撫ディストーション Exodus
  - ギャングスタ・リパブリカ
  - ギャングスタ・アルカディア
- ういんどみる
  - Hyper→Highspeed→Genius

### 挿絵
- 富士見ミステリー文庫
  - カラっぽの僕に、君はうたう。―フォルマント・ブルー（木之歌詠・著 ISBN 978-4-8291-6287-3）
  - たましいの反抗記 すてるがかち!（水城正太郎・著）
- 二次元ドリーム文庫
  - なりきりプリンセス（神楽陽子・著 ISBN 4-8603-2190-1）
  - ないしょのシスターズ（蒼井村正・著 ISBN 978-4-8603-2260-1）
- さくらら（伊都工平・著、MF文庫J ISBN 978-4-8401-2424-9）
- リトルバスターズ!エクスタシー ハーフ&ハーフ vol.2（共著、ハーヴェストノベルズ ISBN 978-4-4341-2779-3）
- アテナ（七鳥未奏 with 企画屋・著、みのり文庫 ISBN 978-4-4341-3400-5）
- 隙間女(幅広)(丸山英人・著、電撃文庫)
- ToHeart2 短編集1（共著、なごみ文庫 ISBN 978-4-4341-4850-7）
- 美少女文庫
  - キレキレ妹がデレるまで!(速水キル・著、ISBN 978-4-8296-6231-1)
  - 妹と幼なじみがヤンデレすぎてハーレム修羅場!(葉原鉄・著、ISBN 978-4-8296-6217-5)
  - エロライブ! 言いなりアイドルプロジェクト(河里一伸・著、ISBN 978-4-8296-6328-8)[1]

## 画集
- Azalea Floating（MOEOHセレクション ISBN 978-4-0487-0064-1）